# Can Riera (Sant Vicenç de Montalt)
Can Riera és una casa de Sant Vicenç de Montalt (Maresme) inclosa a l'Inventari del Patrimoni Arquitectònic de Catalunya.

## Descripció
Construcció del segle xviii de planta baixa i pis. Posteriorment s'hi afegiren dos cossos laterals. Conserva a prop de la casa un vogi de planta octogonal, cobert de forma cònica. Només en resta la construcció, no la maquinària. Hi ha unes petites golfes amb finestretes rodones a la façana. L'acabament és fet amb un coronació de pedra.